# Lijst van voetbalinterlands Guatemala - Trinidad en Tobago
Deze lijst van voetbalinterlands is een overzicht van alle officiële voetbalwedstrijden tussen de nationale teams van Guatemala en Trinidad en Tobago. De landen speelden tot op heden 26 keer tegen elkaar, te beginnen met een groepswedstrijd tijdens het CONCACAF-kampioenschap 1967 in Tegucigalpa (Honduras) op 14 maart 1967. Het laatste duel, een wedstrijd tijdens de CONCACAF Nations League 2023/24, vond plaats op 13 oktober 2023 in Port of Spain.

## Wedstrijden
| №  | Plaats         | Datum            | Competitie                      | Wedstrijd                      | Uitslag |
| -- | -------------- | ---------------- | ------------------------------- | ------------------------------ | ------- |
| 1  | Tegucigalpa    | 14 maart 1967    | CONCACAF-kampioenschap 1967     | Guatemala – Trinidad en Tobago | 2 – 0   |
| 2  | Guatemala-Stad | 17 november 1968 | WK 1970 kwalificatie            | Guatemala – Trinidad en Tobago | 4 – 0   |
| 3  | Guatemala-Stad | 20 november 1968 | WK 1970 kwalificatie            | Trinidad en Tobago – Guatemala | 0 – 0   |
| 4  | San José       | 27 november 1969 | CONCACAF-kampioenschap 1969     | Guatemala – Trinidad en Tobago | 2 – 0   |
| 5  | Port-au-Prince | 10 december 1973 | WK 1974 kwalificatie            | Trinidad en Tobago – Guatemala | 1 – 0   |
| 6  | Port of Spain  | 5 oktober 1988   | Vriendschappelijk               | Trinidad en Tobago – Guatemala | 2 – 2   |
| 7  | Guatemala-Stad | 20 augustus 1989 | WK 1990 kwalificatie            | Guatemala – Trinidad en Tobago | 0 – 1   |
| 8  | Port of Spain  | 3 september 1989 | WK 1990 kwalificatie            | Trinidad en Tobago – Guatemala | 2 – 1   |
| 9  | Los Angeles    | 3 juli 1991      | CONCACAF Gold Cup 1991          | Guatemala – Trinidad en Tobago | 1 – 0   |
| 10 | Port of Spain  | 6 oktober 1996   | WK 1998 kwalificatie            | Trinidad en Tobago – Guatemala | 1 – 1   |
| 11 | Los Angeles    | 8 december 1996  | WK 1998 kwalificatie            | Guatemala – Trinidad en Tobago | 2 – 1   |
| 12 | Guatemala-Stad | 23 januari 1998  | Vriendschappelijk               | Guatemala – Trinidad en Tobago | 3 – 1   |
| 13 | Los Angeles    | 15 februari 2000 | CONCACAF Gold Cup 2000          | Trinidad en Tobago – Guatemala | 4 – 2   |
| 14 | Port of Spain  | 24 maart 2001    | Vriendschappelijk               | Trinidad en Tobago – Guatemala | 3 – 1   |
| 15 | Guatemala-Stad | 11 augustus 2004 | Vriendschappelijk               | Guatemala – Trinidad en Tobago | 4 – 1   |
| 16 | Guatemala-Stad | 26 maart 2005    | WK 2006 kwalificatie            | Guatemala – Trinidad en Tobago | 5 – 1   |
| 17 | Port of Spain  | 3 september 2005 | WK 2006 kwalificatie            | Trinidad en Tobago – Guatemala | 3 – 2   |
| 18 | Foxborough     | 12 juni 2007     | CONCACAF Gold Cup 2007          | Trinidad en Tobago – Guatemala | 1 – 1   |
| 19 | Port of Spain  | 6 september 2008 | WK 2010 kwalificatie            | Trinidad en Tobago – Guatemala | 1 – 1   |
| 20 | Guatemala-Stad | 11 oktober 2008  | WK 2010 kwalificatie            | Guatemala – Trinidad en Tobago | 0 – 0   |
| 21 | Chicago        | 9 juli 2015      | CONCACAF Gold Cup 2015          | Trinidad en Tobago – Guatemala | 3 – 1   |
| 22 | Guatemala-Stad | 13 november 2015 | WK 2018 kwalificatie            | Guatemala − Trinidad en Tobago | 1 − 2   |
| 23 | Port of Spain  | 2 september 2016 | WK 2018 kwalificatie            | Trinidad en Tobago − Guatemala | 2 − 2   |
| 24 | Frisco         | 18 juli 2021     | CONCACAF Gold Cup 2021          | Guatemala − Trinidad en Tobago | 1 − 1   |
| 25 | Chester        | 11 juni 2023     | Vriendschappelijk               | Guatemala − Trinidad en Tobago | 0 − 1   |
| 26 | Port of Spain  | 13 oktober 2023  | CONCACAF Nations League 2023/24 | Trinidad en Tobago − Guatemala | 3 − 2   |

## Samenvatting
| Competitie              | Totaal gespeeld | Winst Guatemala | Gelijk | Winst Trinidad en T. | Doelsaldo Guatemala – Trinidad en T. |
| ----------------------- | --------------- | --------------- | ------ | -------------------- | ------------------------------------ |
| WK-kwalificatie         | 13              | 3               | 5      | 5                    | 19 − 15                              |
| CONCACAF Gold Cup       | 7               | 3               | 2      | 2                    | 10 − 9                               |
| CONCACAF Nations League | 1               | 0               | 0      | 1                    | 2 − 3                                |
| Vriendschappelijk       | 5               | 2               | 1      | 2                    | 10 − 8                               |
| Totaal                  | 26              | 8               | 8      | 10                   | 41 − 35                              |

FNFG · A-internationals · Selecties · Guatemalteeks vrouwenelftal
1920 – 1949 ·
1950 – 1969 ·
1970 – 1979 ·
1980 – 1989 ·
1990 – 1999 ·
2000 – 2009 ·
2010 – 2019 ·
2020 − 2029
1921 · 
1922 · 
1923 · 
1923–1929 · 
1930 · 
1931–1934 · 
1935 · 
1935–1942 · 
1943 · 
1944 · 1945 · 
1946 · 
1947 · 
1948 · 
1949 · 
1950 · 
1941 · 1942 · 
1953 · 
1954 · 
1955 · 
1956 · 
1957 · 
1958 · 1959 · 
1960 · 
1961 · 1962 · 
1963 · 
1964 · 
1965 · 
1966 · 
1967 · 
1968 · 
1969 · 
1970 · 
1971 · 
1972 · 
1973 · 
1974 · 
1975 · 
1976 · 
1977 · 
1978 · 1979 · 
1980 · 
1981 · 1982 · 
1983 · 
1984 · 
1985 · 
1986 · 
1987 · 
1988 · 
1989 · 
1990 · 
1991 · 
1992 · 
1993 · 1994 · 
1995 · 
1996 · 
1997 · 
1998 · 
1999 · 
2000 · 
2001 · 
2002 · 
2003 · 
2004 · 
2005 · 
2006 · 
2007 · 
2008 · 
2009 · 
2010 · 
2011 · 
2012 · 
2013 · 
2014 ·
2015 ·
2016 ·
2017 ·
2018 ·
2019 ·
2020 ·
2021 ·
2022 ·
2023 ·
2024
Anguilla ·
Antigua en Barbuda ·
Argentinië ·
Armenië ·
Barbados ·
Belize ·
Bermuda ·
Bolivia ·
Brazilië ·
Britse Maagdeneilanden ·
Canada ·
Chili ·
Colombia ·
Costa Rica ·
Cuba ·
Curaçao ·
Dominica ·
Dominicaanse Republiek ·
Ecuador ·
El Salvador ·
Grenada ·
Guyana ·
Haïti ·
Honduras ·
IJsland ·
Iran ·
Israël ·
Jamaica ·
Japan ·
Mexico ·
Nederlandse Antillen ·
Nicaragua ·
Noorwegen ·
Panama ·
Paraguay ·
Peru ·
Polen ·
Puerto Rico ·
Qatar ·
Saint Lucia ·
Saint Vincent en de Grenadines ·
Slowakije ·
Sovjet-Unie ·
Suriname ·
Trinidad en Tobago ·
Uruguay ·
Venezuela ·
Verenigde Staten ·
Zuid-Afrika ·
Zuid-Korea
TTFF · A-internationals · Bondscoaches · Selecties · Statistieken · Olympisch elftal · Vrouwenelftal van Trinidad en Tobago · Trinidad U21 · Trinidad U19 · Trinidad U17
Gold Cup 1991 · 
Gold Cup 1993 · 
Gold Cup 1996 · 
Gold Cup 1998 · 
Gold Cup 2000 · 
Gold Cup 2002 · 
Gold Cup 2005 · 
Gold Cup 2007 · 
Gold Cup 2009 · 
Gold Cup 2011 · 
Gold Cup 2013
WK 2006
1934 · 
1935 · 
1936 · 
1937 · 
1938 · 
1939 · 
1940 · 
1941 · 
1942 · 
1943 · 
1944 · 
1945 · 
1946 · 
1947 · 
1948 · 
1949 · 
1950 · 
1951 · 
1952 · 
1953 · 
1954 · 
1955 · 
1956 · 
1957 · 
1958 · 
1959 · 
1960 · 
1961 · 
1962 · 
1963 · 
1964 · 
1965 · 
1966 · 
1967 · 
1968 · 
1969 · 
1970 · 
1971 · 
1972 · 
1973 · 
1974 · 
1975 · 
1976 · 
1977 · 
1978 · 
1979 · 
1980 · 
1981 · 
1982 · 
1983 · 
1984 · 
1985 · 
1986 · 
1987 · 
1988 · 
1989 · 
1990 · 
1991 · 
1992 · 
1993 · 
1994 · 
1995 · 
1996 · 
1997 · 
1998 · 
1999 · 
2000 · 
2001 · 
2002 · 
2003 · 
2004 · 
2005 · 
2006 · 
2007 · 
2008 · 
2009 · 
2010 · 
2011 · 
2012 · 
2013 · 
2014 ·
2015 ·
2016 ·
2017 ·
2018 ·
2019 ·
2020 ·
2021 ·
2022
Anguilla · 
Antigua en Barbuda ·
Argentinië ·
Azerbeidzjan · 
Bahama's ·
Bahrein · 
Barbados · 
Belize · 
Bermuda · 
Bolivia ·
Botswana · 
Britse Maagdeneilanden · 
Canada · 
Chili · 
China · 
Colombia · 
Costa Rica · 
Cuba · 
Curaçao · 
Dominicaanse Republiek ·
Ecuador ·
Egypte ·
El Salvador ·
Engeland ·
Estland ·
Finland ·
Grenada ·
Guatemala ·
Guyana ·
Haïti ·
Honduras ·
Ierland ·
IJsland ·
India ·
Irak ·
Iran ·
Jamaica ·
Japan ·
Jordanië ·
Kaaimaneilanden · 
Kenia · 
Koeweit ·
Marokko ·
Mexico ·
Montserrat ·
Nederlandse Antillen ·
Nicaragua ·
Nieuw-Zeeland ·
Noord-Ierland ·
Noorwegen · 
Oostenrijk · 
Panama ·
Paraguay ·
Peru ·
Puerto Rico ·
Roemenië ·
Saint Kitts en Nevis ·
Saint Lucia ·
Saint Vincent en de Grenadines ·
Saoedi-Arabië · 
Schotland ·
Slovenië ·
Suriname ·
Tadzjikistan ·
Taiwan ·
Thailand ·
Tsjechië · 
Uruguay · 
Venezuela · 
Verenigde Arabische Emiraten ·
Verenigde Staten ·
Wales · 
Zuid-Afrika ·
Zuid-Korea ·
Zweden
Engeland (2006) · 
Paraguay (2006) · 
Zweden (2006)